# ジョセフ・ペイン・ブレナン
ジョゼフ・ペイン・ブレナン（Joseph Payne Brennan、1918年12月20日 - 1990年1月28日）は、アメリカ合衆国の詩人、ファンタジー作家、怪奇小説家、図書館司書。コネチカット州ブリッジポート生まれ。

## 概要
ブレナンは、イェール大学のスターリング記念図書館司書として1941年から40年以上勤務する傍ら、生涯を通じて、百を超える短編小説、二本の中編小説、そして千以上の詩を残した。また、彼は初期のラヴクラフト作品の収集家として知られる。
商業デビューは1940年。デビュー当初は詩人として活躍していたが、フィクション作家としても活動の幅を広げ、1952年にはウィアード・テイルズ誌7月号にてホラー短編小説を発表。1953年、ウィアード・テイルズ誌3月号にて、彼の代表作となる「沼の怪」を発表する。「沼の怪」は人気作となり、少なくとも15回以上復刻されることとなった。本作は、架空の生物としてのスライムが初めて描かれた作品として著名である。

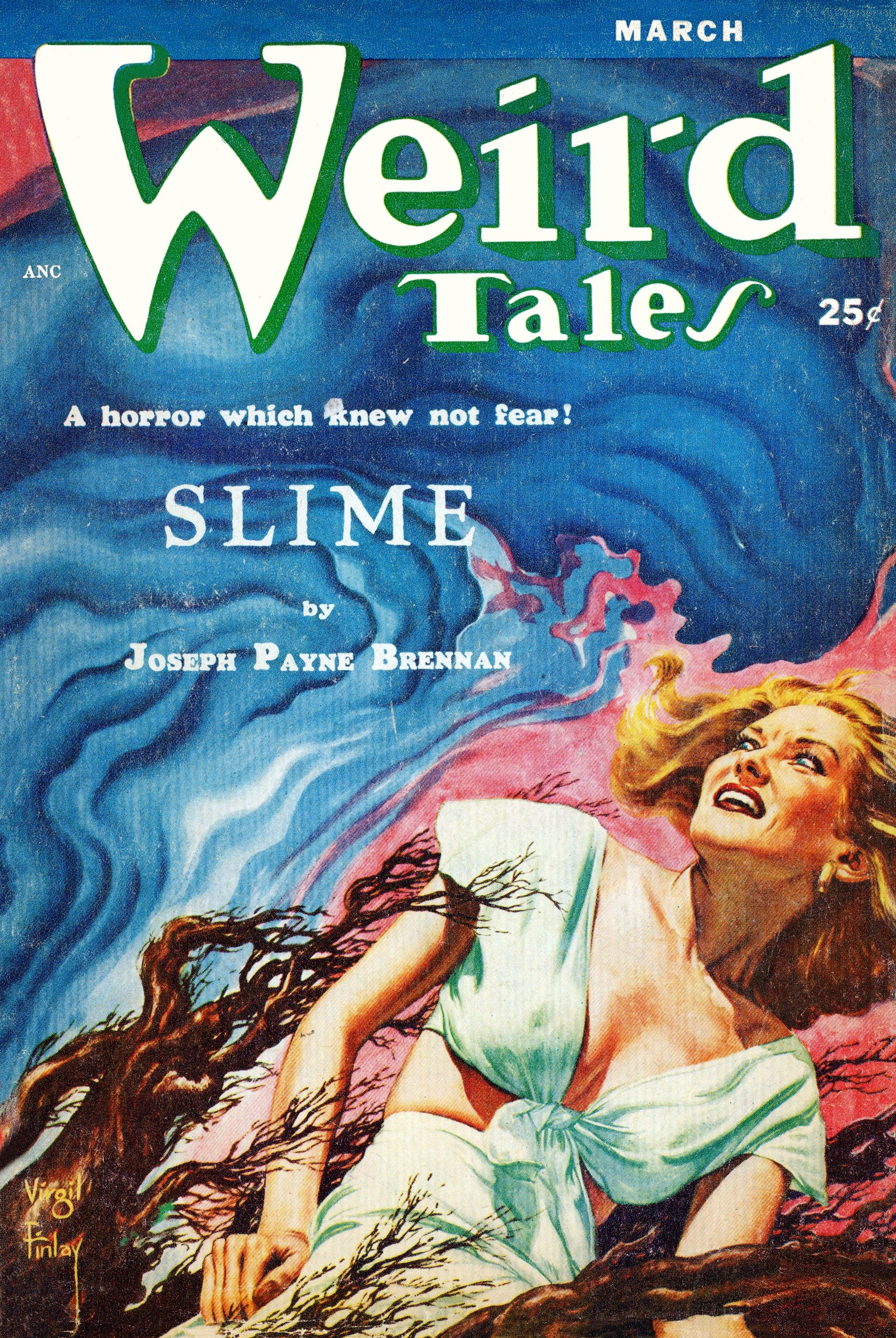
"Slime" は『ウィアード・テイルズ』誌1953年3月号のカバー小説である

## 略歴
1918年、コネチカット州 ブリッジポートにて誕生。
1940年、"When Snow Is Hung"を発表し、詩人としてデビュー。
1952年、『ウィアード・テイルズ』誌7月号に "The Green Parrot" を発表して作家デビュー。
1953年、『ウィアード・テイルズ』誌3月号に 「沼の怪」を発表。
1970年、Doris M. Philbrickと結婚。
1990年、死去。